# Метро-2

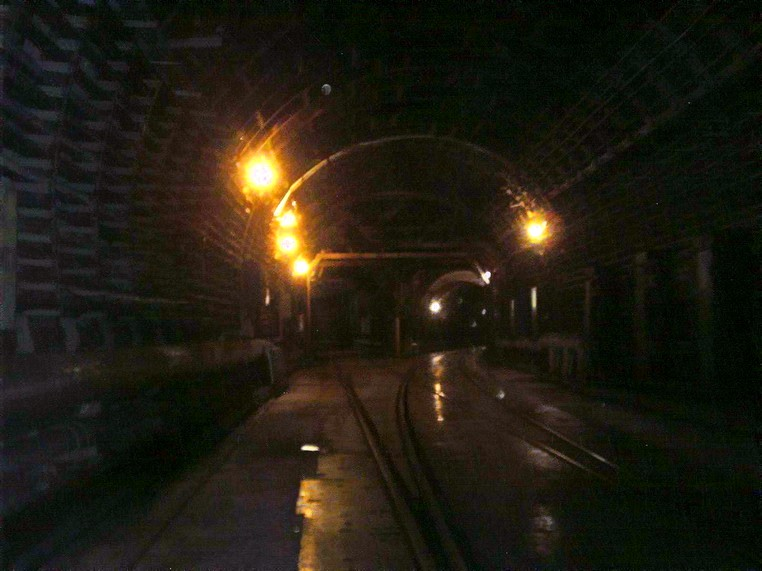
Камера съездов и стрелка в тоннеле «Ветки» (Д-6). Характерная особенность системы — рельсы утоплены в бетонные плиты

Метро-2 — неофициальное название московских подземных транспортных сооружений мобилизационного предназначения, находящихся в ведении Службы специальных объектов Главного управления специальных программ Президента РФ (ГУСП), бывшее 15 Главное управление КГБ СССР .

## Происхождение термина
Летом 1992 года литературно-публицистический журнал «Юность» опубликовал роман писателя и сценариста Владимира Гоника «Преисподняя», действие которого разворачивается в подземных бункерах Москвы. Ранее, весной того же года, отрывки из романа опубликовал еженедельник «Совершенно секретно». В интервью корреспонденту газеты «Коммерсантъ» в 1993 году на презентации своей книги писатель заявил, что термин «Метро-2» был введён именно им, а роман был написан на основе собранных лично им за двадцать лет сведений о бункерах и линиях секретного метро, связывающих их. Гоник признался, что писал роман с 1973 по 1986 год, а также что некоторые сведения о трассировках прохождения спецтоннелей и расположении спецобъектов в тексте романа умышленно искажал.
Позднее писатель Владимир Гоник утверждал, что бункеры так называемого «Метро-2» служили для размещения в них руководства Политбюро и ЦК КПСС, а также членов их семей на случай войны. С его слов, Генеральный Секретарь ЦК КПСС Леонид Брежнев якобы лично посетил в начале 1970-х годов главный бункер, после чего в 1974 году наградил председателя КГБ СССР Юрия Андропова медалью Героя Социалистического труда. В бункере каждому члену ЦК КПСС полагались апартаменты площадью до 180 м² с кабинетом, комнатой отдыха, пищеблоком и санузлом. Свои сведения Гоник собирал, как он утверждает, от своих пациентов, работая врачом в поликлинике Министерства обороны.

## Подтверждённая информация

### Рассекреченные архивные документы
В период с 1990-х по 2010-е годы были рассекречены архивные данные о многих правительственных и ведомственных подземных спецсооружениях Москвы и других городов СССР 1930-х — начала 1960-х годов. Помимо детальной информации о подземных бункерах сталинской эпохи (1930-е — ранние 1950-е годы), была частично рассекречена информация о более поздних объектах второй половины 1950-х и 1960-х годов, включая сведения о кремлёвском комплексе № 103 с узкоколейной рельсовой дорогой, дальних воздухозаборах (ДВ) метрополитена, глубоком однопутном тоннеле к объекту № 54 под Москвой-рекой, дублирующим Лужнецкий метромост, и об объекте «Ветка» (ЧЗ-1090), которые в совокупности и получили неофициальное название «Метро-2». Часть информации по конфигурации, техническому устройству и завершении строительства этих объектов, как и информация об их дальнейшем развитии в период 1970-х и 1980-х годов, до сих пор остаётся засекреченной. В 2021 году была опубликована книга Дмитрия Юркова «Советские секретные бункеры», обобщающая информацию по материалам из доступных рассекреченных архивных документов. Это монография стала сенсацией. Тем не менее, некоторые интерпретации рассекреченных документов представлюятся сомнительными..

### Отчёт министерства обороны США

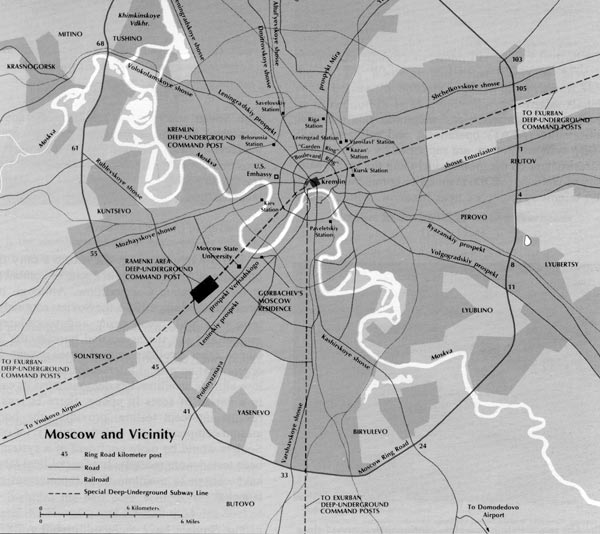
Карта Метро-2, опубликована в «Military forces in transition. Department of Defence. 1991»

В 1991 году минобороны США опубликовало отчёт под названием Military forces in transition («Военные силы в переходный период»), несколько страниц которого посвящены секретному правительственному метро в Москве. Данные были собраны по материалам публикаций в советской и российской прессе того времени. Также была приложена условная схема системы, наложенная на карту города.
Советское правительство построило командные посты глубоко под землёй как в Москве, так и за её пределами. Эти объекты связаны сетью специальных глубоких линий метро, которые предоставляют быстрый и безопасный способ эвакуации для лидеров страны. ... Существуют глубокие командные посты на территории Москвы. Один из них находится под Кремлём. Советская пресса заметила существование огромного подземного правительственного бункера рядом с Московским государственным университетом. Эти объекты предназначены для национального командования во время войны. Они находятся на глубине предположительно 200-300 метров и рассчитаны, по оценкам, на 10000 человек. Специальная линия метро проходит между некоторыми точками Москвы и, возможно, VIP-терминалом во Внуковском аэропорту.Military forces in transition, стр. 40

### Данные от официальных лиц
В 2004 году руководитель протокола президента СССР Михаила Горбачёва и первого президента России Бориса Ельцина Владимир Шевченко первым из бывших высших государственных чиновников фактически подтвердил наличие в Москве секретного метро:
Сведения о числе подземных коммуникаций сильно преувеличены. При Сталине, который очень боялся покушений на свою жизнь, в самом деле работала одноколейная ветка подземного метро от Кремля до так называемой ближней дачи в Волынском. Сегодня ни дачей, ни веткой метро не пользуются.
В 2005 году Шевченко вновь коснулся темы «Метро-2» в своей книге «Повседневная жизнь Кремля при президентах», упомянув тоннель секретного метро от Кремля до здания администрации Президента на Старой площади, который, судя по описанию, является объектом № 100:
Основное рабочее время генеральный секретарь проводил в здании на Старой площади. И хотя от Кремля до Старой площади рукой подать, возникла острая необходимость в оперативной связи. Не гонца же было посылать. Тогда-то и была создана так называемая пневмопочта, за изобретение и внедрение которой зав. общим отделом ЦК К. М. Боголюбов получил Ленинскую премию. Действовала она очень просто: проект постановления ЦК или указа закладывался в специальную капсулу, выстреливался — и через две минуты текст был уже в Кремле.
Естественно, эти два здания соединяет не только пневмопочта, но и подземная линия так называемого кремлёвского метро, построенного ещё при Сталине. На самом деле это скорее трамвайчик, и не могу сказать, что на нем очень уж комфортно ездить. Назначение этой подземки — в экстренном случае эвакуировать людей из Кремля и со Старой площади, поскольку дальше она ведет в Волынское, на Ближнюю дачу.

В настоящее время кремлёвское метро никак нельзя назвать транспортной артерией, и, насколько мне известно, для её дальнейшей эксплуатации требуется капитальный ремонт: ведь помимо прочего там проходит множество подземных коммуникаций, которые со временем ветшают.
Как рассказывает Михаил Полторанин, вице-премьер и министр в правительстве Бориса Ельцина в начале 1990-х годов:
…это и разветвлённая сеть тоннелей, и запасной командный пункт на случай войны, откуда можно командовать ядерными силами страны. Там может укрыться большое количество человек — это было необходимо для его обслуживания. Знаю, что в «Метро-2» есть ветки, которые уходят в Подмосковье, чтобы командование могло переместиться подальше от эпицентра ядерного удара.
Бывший мэр Москвы Г. Х. Попов в интервью радио «Эхо Москвы» сообщил, что, по его сведениям, секретная линия метро вела к зданию ЦК КПСС и имела выход к правительственному аэропорту Внуково-2. Эта секретная линия была, по его мнению, использована при эвакуации сотрудников ЦК после поражения ГКЧП.
— А.Черкизов: кстати, как выводили?
— Г.Попов: Думаю, что через ту секретную линию метро, которая ведет к зданию ЦК.
— А.Черкизов: Есть эта линия метро?
— Г.Попов: Конечно есть. Это по всей логике событий.
— А.Черкизов: Но там та же колея, что по всей линии московского метро?

— Г.Попов: Никогда не интересовался деталями работы спецслужб, но думаю. что там сидели профессионалы. Эта линия, безусловно, имела выход к аэропорту Внуково.
Экс-начальник Московского метрополитена Дмитрий Гаев в 2007 году на вопрос «Существует ли метро-2» ответил:
Я бы удивился, если бы его не существовало.
В том же году в интервью газете «Известия» он заметил:
Ходит много разговоров о существовании секретных транспортных тоннелей. Отрицать ничего не буду. Я бы удивился, если бы их не было. Вы спрашиваете: можно ли их использовать для перевозки пассажиров? Решать это не мне, а тем организациям, на чьём балансе находятся эти объекты. Я такой возможности не исключаю.
В 2008 году в интервью газете «Аргументы и факты» руководитель независимого профсоюза московского метрополитена Светлана Разина призналась:
Несколько лет назад среди машинистов депо «Измайлово» проводили набор для службы на секретных линиях. И хотя желающих было много, отобрали только одного. Попасть на территорию этих тоннелей могут только люди со специальным допуском. Чаще всего на этих ветках используются очень короткие составы, состоящие из электровоза на аккумуляторах и одного пассажирского вагона.
Как сообщил в своём материале корреспондент государственного информационного агентства «ИТАР-ТАСС» в 2007 году:
Линии «Метро-2» долгое время находились в ведомстве КГБ, а впоследствии перешли под крыло ФСБ.
Ещё в 1992 году в интервью корреспонденту американского журнала Time заместитель директора Гостелерадио Игорь Малашенко рассказал о существовании в Софрине в 30 км к северо-востоку от Москвы телевизионного ретрансляционного центра, построенного во времена Хрущёва на большой глубине под землёй на случай ядерной войны. По словам Малашенко, в то время оборудование центра оказалось непригодным для использования, поскольку устарело. Малашенко говорит, что такая же судьба постигла и многие подземные бомбоубежища, в частности, систему подземных бункеров под зданием МГУ, которые, по его словам, были затоплены и пришли в негодность.

### Данные от перебежчиков
- Олег Гордиевский, бывший полковник КГБ СССР, 11 лет работавший на британскую разведку и сбежавший в 1985 году в Великобританию, в 2001 году в интервью газете «Аргументы и факты» назвал «Метро-2» «главным секретом КГБ, который не раскрыт до сих пор»[16]:

Вы до сих пор главного секрета КГБ ещё не знаете: огромные города под землёй, целые коммуникации, сеть подобных сооружений. Но вам их не покажут никогда, конечно.
Следует отметить, что после развала СССР, на Запад переместилось множество лиц, имеющих самое непосредственное отношение к проектированию и строительству специальных сооружений.

## Основные линии Метро-2

### Объект № 100 (Кремлёвская спецветка)
Объект № 100 представляет собой транспортно-пешеходный тоннель-убежище между государственными учреждениями в центре Москвы, который в рассекреченных архивных документах именуется как «соединительная ветка». Соединяет Московский Кремль (объекты № 1а и 25), бункер № 101 под стилобатом непостроенного административного здания (с 1960-х до 2000-х годов под гостиницей «Россия»), сохранившийся под парком Зарядье, здание Администрации президента России (ранее — ЦК КПСС) на Старой площади и Здание органов госбезопасности на Лубянке (объект № 201). Протяжённость тоннеля составляет около 2 км; диаметр тоннеля — 6 метров, как и у тоннелей метрополитена; глубина заложения — 31 метр, под Кремлём за счёт подъёма рельефа глубина составляет 55 метров. Известно, что внутри тоннеля по состоянию на 1960-е годы от Кремля до зданий на Старой Площади был проложен узкоколейный рельсовый путь, по которому передвигался небольшой электровагон вместимостью в 12 пассажиров, по концепции сходный с вагонами системы метро Капитолия США, однако подробной информации об использовавшемся подвижном составе не обнаружено.
Вся система соединяемых бункеров вместе с веткой именуется как объект № 103 и имеет сбойки с перегонными тоннелями Арбатско-Покровской (в районе Александровского сада и Старой площади), Замоскворецкой (в районе Васильевского спуска, через объект № 25) и Сокольнической (возле станции Лубянка) линий метрополитена, также в середине 1960-х годов планировалось его пешеходное соединение с «Веткой» ЧЗ-1090. Однако точных сведений о текущем состоянии и сохранности узкоколейной рельсовой системы в настоящее время не обнаружено, поскольку более поздняя и актуальная информация о данном объекте засекречена и в открытом доступе отсутствует, а сам объект 103 остаётся режимным.
Строительство участка от Кремля до строящегося административного здания в Зарядье и далее к зданию на Старой Площади было начато ещё при Сталине в 1951 году, однако после его смерти было приостановлено. К этому времени под Кремлём имелось только два подземных убежища, построенные в годы Великой Отечественной войны — объект № 1 мелкого заложения для первых лиц государства и объект № 25 глубокого заложения под Васильевским спуском, состоящий из нескольких блоков и имеющий выходы в западный перегонный тоннель Замоскворецкой линии, и к этому бункеру примыкало начало транспортного тоннеля, расположенного несколько глубже. Но в 1958 году в Кремле взамен неглубокого объекта № 1 было решено соорудить новый правительственный спецобъект № 1а с лифтовой шахтой к зданиям Кремля, который бы выдерживал нагрузку в случае ядерного удара, и его было решено выполнить как единый протяжённый тоннель с пешеходными коридорами и рабочими помещениями, являющийся продолжением транспортного тоннеля-ветки вплоть до Арбатско-Покровской линии под Александровским садом. Аналогично со стороны Старой площади недостроенный тоннель смотрел прямо в направлении здания КГБ, которое не имело собственного убежища глубокого заложения, и было предложено продлить данный тоннель от Старой Площади до здания КГБ на Лубянке и оборудовать в его конце рабочие помещения, приспособив весь комплекс под единое массовое убежище для Совета Министров, правительства, ЦК КПСС и КГБ. Известно, что по состоянию на 1964 год строительство комплекса 103 ещё велось, но находилось на завершающей стадии.
Александр Добровольский, «Московский комсомолец», 25 сентября 1999 г.:

Прокладку тоннелей мы вели ниже уровня «гражданского» метро. Все наши объекты для пущей конспирации были обозначены номерами. Например, в районе Никольской улицы располагалась шахта, именовавшаяся «Сотым строительством».
«Метростроевец» №12, 2006:

Строительством № 100, куда нас направили, командовал Василий Дементьевич Полежаев.

«Метростроевец» №19, 2006:

Коллектив Тоннельного отряда № 6 провожал Виктора Фроловича на заслуженный отдых. Уходил последний из поколения пятидесятников, а их тогда на строительство № 100 только из Таманской дивизии пришло более трёхсот человек. Бравые гвардейцы-таманцы появились в Москве, у ветхого домика за номером десять на улице Разина вскоре после ноябрьского (1951 года) парада на Красной площади, где большинство из них в седьмой раз за время службы прошагали стройными рядами мимо Мавзолея В. И. Ленина. Адрес конторы они узнали от представителя Метростроя, который приезжал в часть незадолго до демобилизации.

### «Ветка» (ЧЗ-1090, Д-6)
Схема Д-6,когда-то попавшая в интернет
Основное предназначение системы — эвакуация из подземных правительственных комплексов и бункеров Минобороны в центре города в более защищённые спецобъекты в районе Раменки, которые служат в качестве убежищ и защищённых командных пунктов в Москве (объекты № 54, 54-а — и проч.)..
В рассекреченных документах 1950-х −1960-х годов как «Ветка», имеет проектное обозначение ЧЗ-1090, также она часто упоминалась в различных недостоверных источниках как «система Д-6», однако происхождение этого названия не установлено, и оно не является официальным.
Основная часть системы построена во второй половине 1950-х и 1960-х годах, полностью строительство было завершено в 1980-х. Система соединена с Московским метрополитеном и использует одинаковый с ним габарит тоннелей и ширину колеи подвижного состава. Протяжённость линии вместе со всеми ответвлениями составляет чуть менее 25 км. Глубина заложения — от 50 метров в центре до как минимум 189 метров в районе станции Университет и комплекса бункеров под НИБО «Наука».

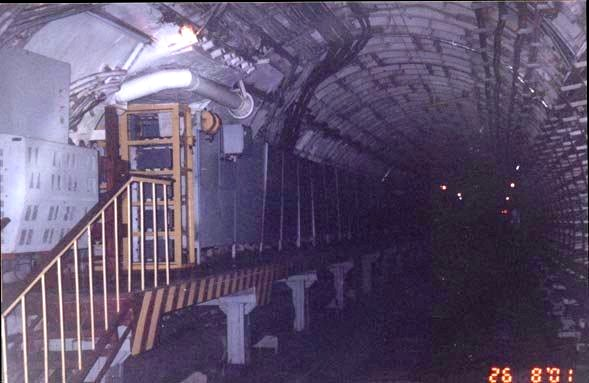
Платформа одной из станций в тоннеле «Ветки»

В тоннелях «Ветки» проложен путь стандартной колеи, но отсутствует контактный рельс, а рельсы утоплены в бетонные плиты для возможности движения автомобилей. Ввиду своего эвакуационно-служебного назначения система является однопутной. Станции представляют собой небольшие платформы в перегонном тоннеле с выходами к спецобъектам, по типу технических платформ в оборотных тупиках обычного метрополитена. Глубина заложения в среднем существенно превышает глубину гражданских линий метро, в частности в районе станции Университет и объектов в Раменках она составляет 189 м. Из-за отсутствия контактного рельса в системе эксплуатируются специальный автономный подвижной состав (дизель-поезда и автомотрисы), отличный от пассажирского подвижного состава гражданского метрополитена.
Строительство отдельной подземной транспортной системы потребовалось, в первую очередь, по той причине, что участки мелкого заложения Сокольнической линии, как и метромост, в случае ядерной войны были бы разрушены, делая невозможным сообщение между центральными объектами и раменским комплексом с помощью обычного метро, а эвакуация членов правительства и военных через линии гражданского метрополитена, заполненного укрывающимися москвичами, была бы затруднительной.

#### Объекты и станции системы[источникне указан 2031 день]
Главный ход идёт от Кремля (объект № 103 и, очевидно, более современные объекты) до спецобъекта № 54 в районе комплекса зданий НИБО «НАУКА». Помимо этого, линия имеет два ответвления, которые отходят незадолго до станции Университет-2 (НИБО «НАУКА»).
Одно ответвление заканчивается станцией и двумя тупиками под Лабораторией измерений и испытаний Московского метрополитена в Тропарёвском лесопарке. Другое ответвление заканчивается в районе Матвеевского дальнего воздухозабора (ДВ-1), расположенного на территории Материально-технической базы в/ч 95006 недалеко от СМУ-155 ОАО «Трансинжстрой» и платформы Матвеевское.
Практически вся информация, касающаяся трассировки ходов Системы, её «станций» (платформ), иных сооружений и конструктивных особенностей, исходит из неверифицируемых источников — отчётов «диггеров», нелегально (или полулегально) побывавших в системе. Соответственно, составленные нелегально побывавшими в Системе лицами схемы изобиловали фундаментальными неточностями. Так, к примеру, утверждалось, что «Ветка» начинается под зданиями Генерального Штаба. При этом становилась абсолютно непонятна наземная манифестация «станции» «Чертолье», и по этому поводу было выдвинуто множество предположений. Однако, исследования группы Юркова однозначно доказали: «Ветка» начинается под Кремлём, а «Чертолье» — это платформа «Ветки» под Генштабом.

#### История строительства

##### Заказ 10-А

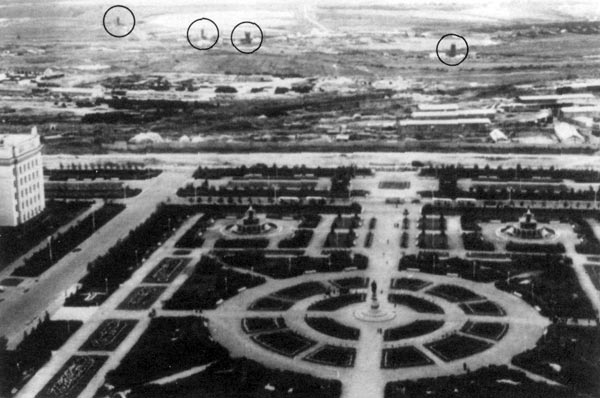
Вид из главного здания МГУ в юго-западном направлении, начало 1960-х годов. На заднем плане кружками отмечены строительные шахты подземного комлпекса бункеров в Раменках

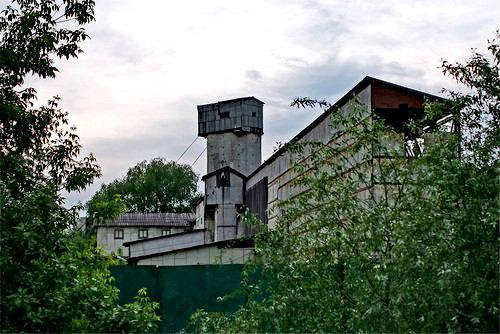
Строительная шахта Р6 АО «Трансинжстрой» в Раменках

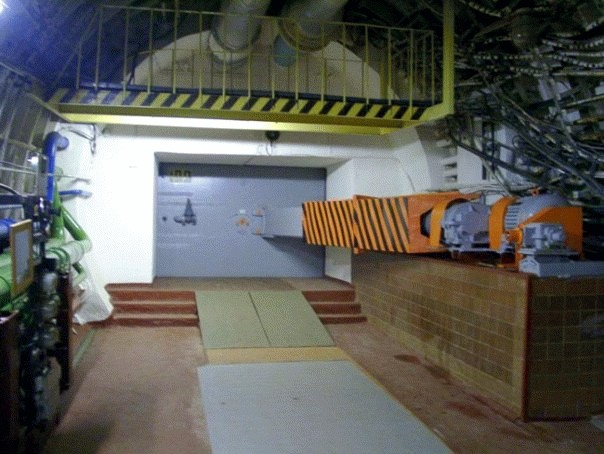
Закрытый гермозатвор в одном из блоков объектов заказа 10-А

В начале 1950-х годов на пустыре за главным зданием МГУ было решено возвести новый комплекс правительственных и министерских зданий между проспектом Вернадского и Мичуринским проспектом на месте нынешнего района Раменки. В духе новых хрущёвских веяний по борьбе с архитектурными излишествами, вместо одного гигантского высотного здания Дворца Советов, которое планировалось возвести в центре Москвы в сталинскую эпоху в районе станции Кропоткинская, теперь на юго-западе столицы предлагалось в благоустроенной парковой зоне построить целый комплекс менее высотных, но более функциональных правительственных и министерских зданий, включая здания ЦК КПСС и Совета министров СССР, Министерства обороны СССР, новый Дворец культуры и другие постройки. Их проектирование было начато в 1956 году, а основные проекты были представлены в начале 1960-х годов. При этом на проектном совещании в 1959 году отмечалось, что местоположение основных зданий фиксировано уже проведёнными специальными работами.
Ещё до начала проектирования правительственных зданий и облика будущего района, в 1954—1955 годах 9-е Центральное Управление Министерства обороны СССР (в/ч № 25555), занимающееся строительством подземных сооружений, спроектировало и утвердило заказ 10-А по строительству комплекса глубоких подземных специальных фортификационных сооружений (убежищ), которые должны были служить защищёнными рабочими помещениями и командными пунктами для правительственных лиц на случай чрезвычайных ситуаций и соединяться шахтами с правительственными зданиями Дворца Советов и министерств на поверхности. В мае 1955 года по заказу 10-А Министерства обороны было создано специальное Управление 10А Главтоннельметростроя (ныне — АО «Трансинжстрой»), которое в обстановке строгой секретности начало строительство подземного объекта № 54 и примыкающего к нему объекта № 54а возле проспекта Вернадского (также объект получил проектное обозначение ЧЗ-736). В 1956 году была начата проходка шахтных стволов, в 1958 году завершалось строительство защитных входов в объект, а в 1959 году завершена увязка с планируемыми зданиями на поверхности. Из-за сложных гидрогеологических условий и обилия водонасыщенных грунтов на больших глубинах объект возводился на рекордной по меркам метрополитена и Московского метростроя глубине в 189 метров, где располагались сухие известняки. Строительство основных сооружений этого объекта завершилось в 1963 году.
Объект имел как минимум шесть шахтных стволов, от которых к основным сооружениям шли тоннели диаметром 6 и 4,5 метра. В основе объекта 54 лежал один большой тюбинговый блок цилиндрической формы, который включает в себя как минимум 3 этажа. Помимо основных рабочих и жилых помещений, объект имел несколько собственных фильтро-вентиляционных камер и дизельную электростанцию, которая по мощности была рассчитана на энергоснабжение не только самого объекта, но и будущих правительственных зданий на поверхности на случай энергоаварии. Однако из-за сложного финансового положения в стране строительство наземных зданий правительственного комплекса так и не началось. В 1970-х годах вместо них над шахтами входов в объект были возведены малоэтажные режимные здания силовых ведомств на проспекте Вернадского и Мичуринском проспекте.

##### Глубокий однопутный туннель
Схема тоннеля, что когда-то попала в интернет

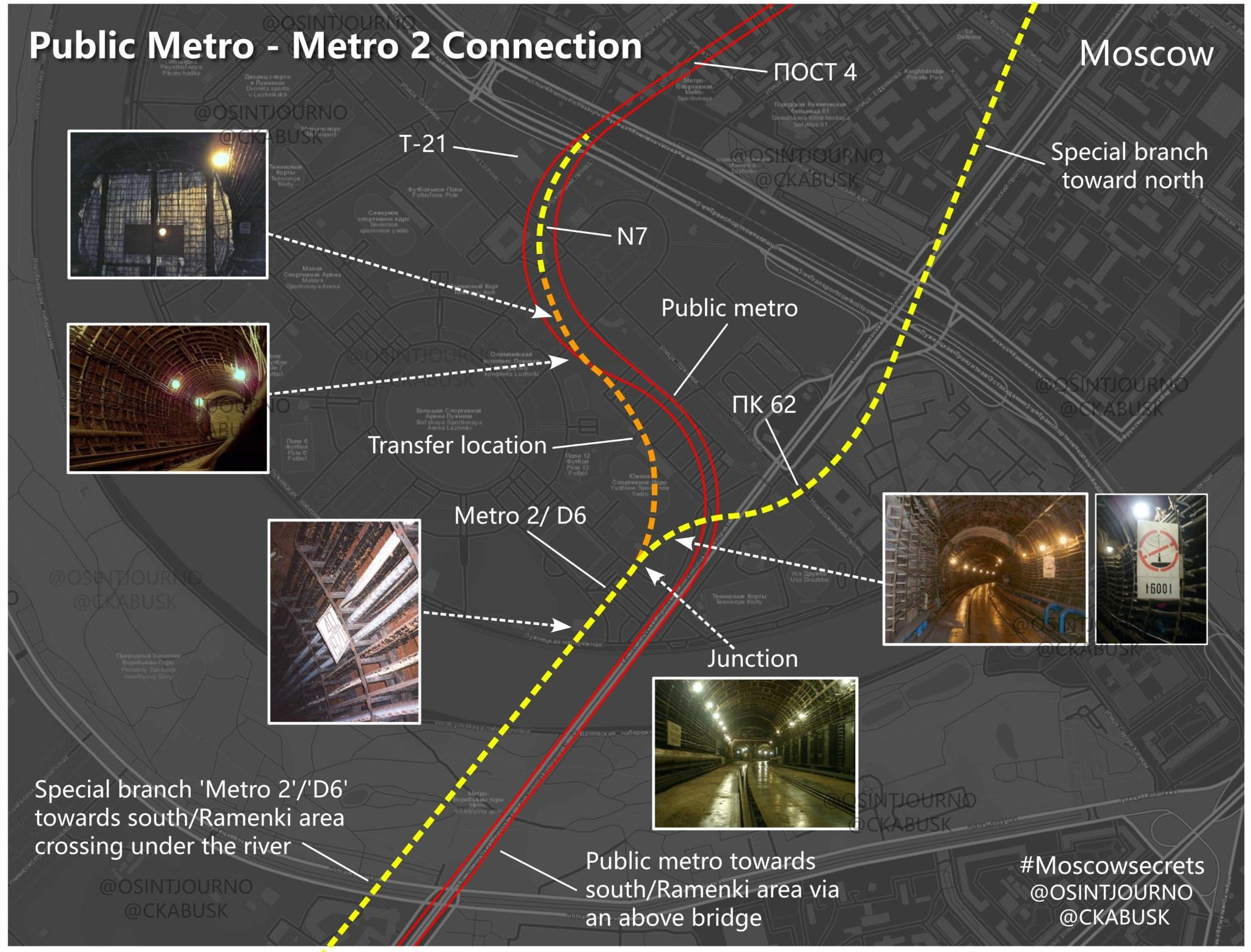
Схема соединения Сокольнической линии, глубокого однопутного тоннеля и «Ветки»

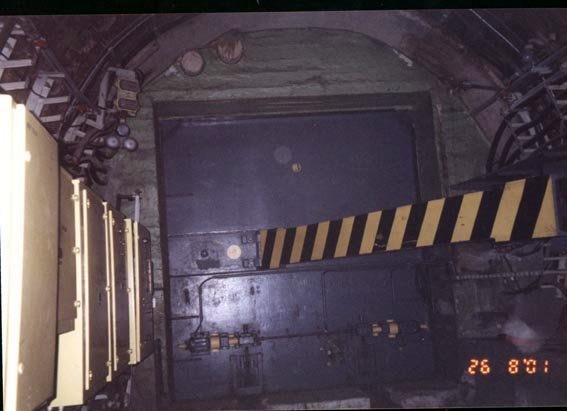
Закрытый гермозатвор в глубоком однопутном тоннеле, сооружённый после передачи объекта на баланс КГБ

В 1954 году параллельно с решением о строительстве на пустыре за МГУ правительственных спецобъектов было принято решение о продлении Фрунзенского радиуса Московского метрополитена на юго-запад от «Парка Культуры» к строящейся спортивной арене стадиона Лужники и далее через Москва-реку в район Воробьёвых гор со строительством конечной станции «Университет» вблизи главного здания МГУ. Перед строителями встала сложная задача выбора трассировки линии при прохождении через реку из-за резкого подъёма рельефа на высоту до 80 м на юго-западном берегу Москва-реки, угрозы оползней и обилия водонасыщенных грунтов под Воробьёвыми горами. Было разработано четыре варианта строительства линии — два с надземным прохождением над Москва-рекой через метромост с промежуточной станцией «Ленинские горы» и два с подземным через глубокий тоннель и промежуточной станцией под рекой; в каждом варианте варьировалась глубина будущей станции «Университет».
Самый глубокий вариант предполагал прохождение тоннеля под рекой и уход на глубину в 189 метров, где располагались сухие известняки, так как при строительстве станции «Университет» на меньшей глубине возникли бы сложности в гидроизоляции тоннелей и станции. Достоинством этого варианта была высокая защищённость станции от ядерного удара и возможность увязки тоннеля с объектом № 54, но существенными недостатками — высокая стоимость строительства и неудобство для пассажиров из-за длительного времени подъёма и спуска, которое могло занять порядка 10 минут (предполагалось сооружение трёх эскалаторов). Самый мелкий вариант предполагал сооружение станции на глубине 26 метров, что обеспечивало некоторую базовую защищённость от чрезвычайных ситуаций без проблем с гидроизоляцией при строительстве, и для соблюдения допустимых уклонов путей желательным было прохождение линии по метромосту с дальнейшим подъёмом внутри Воробьёвых гор. Такой вариант был наиболее дешёвым и удобным для пассажирской эксплуатации, но в случае ядерного удара возникала высокая угроза разрушения метромоста и отрезания станции от основной сети метрополитена. Кроме того, из-за разницы в глубине в 150 метров спецобъект № 54 лишался бы традиционного одноуровневого сообщения с метро для возможности эвакуации с его помощью военных и правительственных лиц.
Из-за противоречивых требований — разумная стоимость строительства, удобство для пассажиров, безопасный переход линии через реку и возможность укрытия и сохранения связи с основной сетью метро в чрезвычайной ситуации, был выбран гибридный вариант строительства. Окончательный проект включал неглубокую двухпутную линию метро с уязвимым надземным метромостом, внутри которого располагалась станция «Ленинские горы», которую дублировал дополнительный глубокий однопутный тоннель, отходивший от основного перегонного тоннеля линии после станции «Спортивная» и уходивший на глубину 189 метров, где имел бы техническую платформу с лифтовой шахтой и выходом к секретному объекту 54.
Основную станцию и глубокий тоннель изначально планировалось соединить шахтой с тремя скоростными лифтами для возможности эвакуации граждан в случае чрезвычайных ситуаций, включая разрушение метромоста, а участок тоннеля со стороны «Спортивной» использовать для оборота и ночного отстоя поездов. Объект 54 же получал уникальный бонус — отдельный съезд с тупиком, не занятый движением пассажирских поездов в дневное время, что позволяло использовать метротоннель для перевозок хозяйственных грузов.
Этот проект устроил все инстанции, и с 1957 по 1959 год одновременно со строительством участка от «Спортивной» до «Университета» был построен метротоннель, который заканчивался тупиком и примыкал к подземному спецобъекту. Этот тоннель, протяжённость которого составляла 4,1 км стал первой частью будущей системы Метро-2.

##### Матвеевский дальний воздухозабор

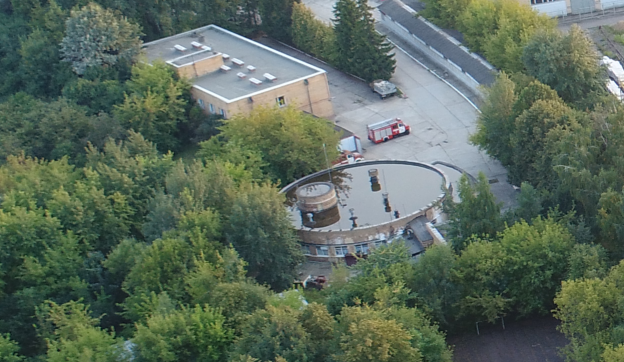
Наземное круглое здание Матвеевского воздухозабора (ДВ-1) и примыкающая к нему пожарная часть, рядом видны вентиляционные шахты

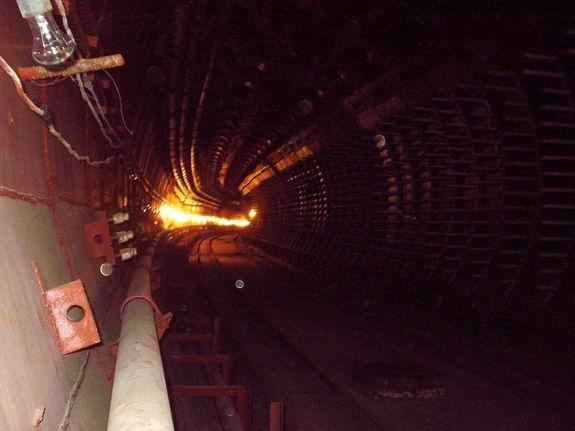
Соединительный подходной тоннель между шахтой № Р6 АО «Трансинжстрой» и системой Матвеевского ДВ в Раменках с узкоколейными рельсами

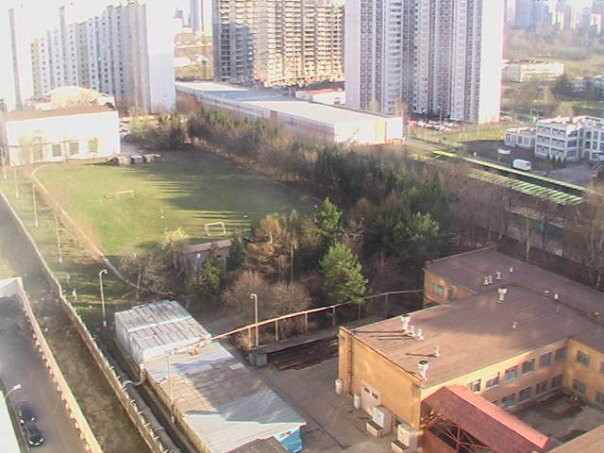
Комплекс охраняемых зданий в районе Мичуринского проспекта возле станции метро «Раменки», являющийся одним из входов в подземный спецобъект и на линию между Матвеевским воздухозабором и станцией «Университет-2». Дата постройки — 1967 год

Следующим этапом в развитии метро в роли убежища, ставшим предпосылкой к появлению системы секретного метро, стал проект реализации воздухоснабжения метрополитена в условиях чрезвычайных ситуаций на поверхности, включая нанесение ядерного удара, когда напрямую закачивать воздух с поверхности было нельзя из-за заражения воздуха. Первоначально для этого планировалось обустроить вдоль Кольцевой линии метрополитена множество специальных фильтро-вентиляционных установок (ФВУ) и станций регенерации воздуха с поглотителями углекислого газа и кислородными хранилищами на случай перехода метрополитена в режим полной изоляции, но после ряда экспериментов от них было решено отказаться. Вместо этого на окраинах города в лесопарковых зонах было решено разместить несколько мощных и хорошо защищённых командных пунктов дальнего воздухозабора (КПВЗ или ДВ), оснащённых мощными вентиляторами и воздушными фильтрами, от которых велась последующая перекачка очищенного воздуха по специальным воздухоподающим тоннелям до ближайших линий метрополитена, откуда воздух уже по перегонным тоннелям подавался в центральную часть города. Это были достаточно крупные и заглублённые сооружения (на глубине 100 м и более) с производительностью 600 000 — 800 000  м³/ч, которым требовалась собственная дизельная электростанция и прочая обширная вспомогательная инфраструктура. Кроме того, дальние воздухозаборы могли выступать в качестве резервных эвакуационных выходов из метро.
Изначально в Москве в 1960 году планировалось построить пять дальних воздухозаборов, однако позднее их количество было сокращено до трёх, а в итоге было решено построить только два, попутно увеличив их мощность взамен непостроенного третьего. Первым должен был стать Матвеевский воздухозабор ДВ-1 в районе платформы «Матвеевское» Киевского направления МЖД, получивший проектное обозначение ЧЗ-2057 и известный как ДВ-1, а вторым — Рижский воздухозабор, также известный как ДВ-2 или объект метрополитена В-45, расположенный возле станции ВДНХ, являющиеся по состоянию на конец 1960-х — начало 1970-х годов конечной станцией новой Калужско-Рижской линии. И если Рижский воздухозабор непосредственно примыкал к метрополитену, хоть и был расположен на вдвое большей глубине (100 м против 53 м), Матвеевский находился на значительном удалении от Сокольнической линии, в связи с чем было принято решение соорудить специальный воздухоподающий тоннель от него до глубокого однопутного тоннеля как ответвление последнего, а сам объект ДВ-1 также разместить на глубине порядка 190 метров. Ещё одной интересной особенностью Матвеевского ДВ стало то, что он оборудовался двумя эскалаторными наклонами с поверхности с промежуточным вестибюлем для возможности эвакуации большого количества людей из метрополитена на поверхность.
Строительство Матвеевского воздухозабора было начато Московским метростроем в 1962 году, а воздухоподающего тоннеля — в 1963 году. При этом была использована шахта Р6, которая была передана из Управления 10А в дирекцию обычного метростроя, ходки к построенному спецобъекту 54 забутовывались, а к строящемуся тоннелю-воздуховоду сооружались новые подходные выработки. Весной 1966 года строящийся Матвеевский воздухозабор и воздухоподающий тоннель были целиком переданы с баланса метрополитена на баланс Комитета государственной безопасности (КГБ) для выделения в самостоятельный объект специального назначения. Теперь он должен был обеспечивать воздухом не только метро, но также и сооружения заказа 10-А, а для нужд КГБ здесь планировалось возвести ряд дополнительных надземных и подземных сооружений. На большой глубине сооружались помещения для личного состава, камера резервного воздухоснабжения других объектов, установка подпора воздуха, склад и санпропускник, а эскалаторы удлинялись. На поверхности сооружалось маскировочное здание в виде шайбы и гараж на 10 бронетранспортёров. Теперь достройкой объекта вместо гражданского метростроя занималось Управление 10-А. Работы по строительству дальнего воздухозабора были завершены в 1969 году.

##### Строительство «Ветки» и переход комплекса на баланс КГБ

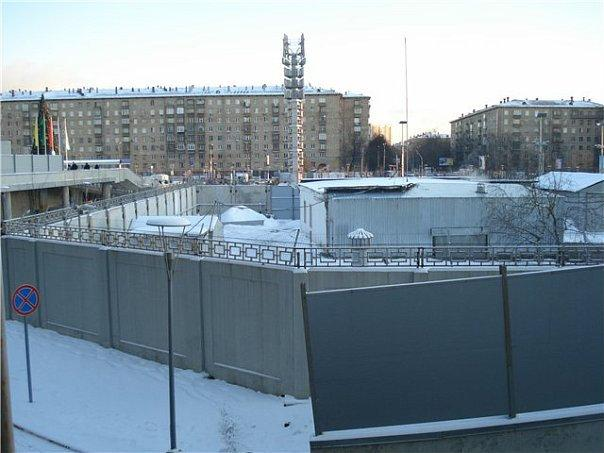
Комплекс высокоохраняемых вентиляционных сооружений с периметром вблизи станции Университет

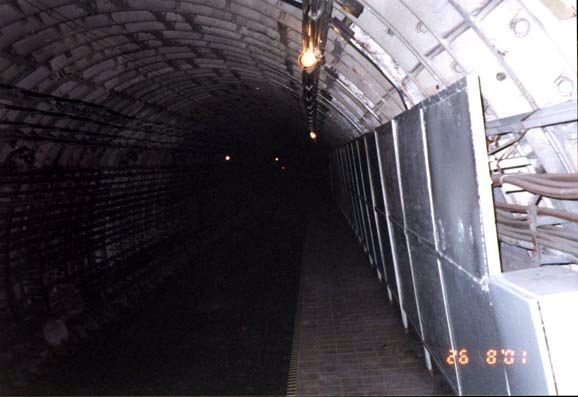
Платформа одной из станций в тоннеле «Ветки»

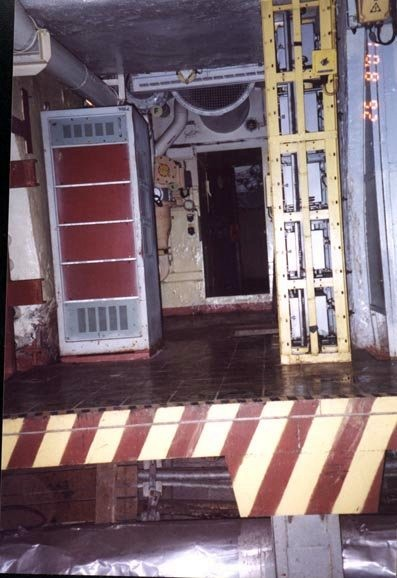
Проход в один из объектов со станции «Ветки» (Д-6)

Параллельно строительству воздухозабора ДВ-1, встал вопрос о воздухоснабжении вышеупомянутого Кремлёвского комплекса — спецобъекта № 103. Для воздухоснабжения этого комплекса было также решено использовать Матвеевский воздухозабор, при этом соорудив отдельный и независимый от метрополитена глубокий тоннель-воздуховод, который бы наряду с тоннелем Матвеевского воздуховода примыкал к глубокому однопутному тоннелю со стороны центра. Вскоре стало очевидно, что данный тоннель может использоваться не только для подачи воздуха в центр, но и для независимой от гражданского метрополитена эвакуации укрывающихся в объекте 103 членов правительства и КГБ в случае чрезвычайной ситуации, поскольку в случае нанесения ядерного удара по центру города все выходы из объекта оказались бы разрушены, а эвакуация через метрополитен затруднялась бы присутствием в нём большого количества укрывающихся пассажиров. А в связи со значительным расстоянием между Кремлём и комплексом спецсооружений в Раменках требовалось обеспечить возможность передвижения транспорта через эвакуационный тоннель, и очевидным вариантом была возможность использования для этой цели метропоездов.
В итоге в 1959 году было предложено, а в 1960 году решено соорудить между Кремлёвским комплексом и объектом 54 полноценный метротоннель специального назначения, который получил название «Ветка» и проектное обозначение ЧЗ-1090. Именно это стало ключевым решением в создании в Москве отдельной секретной транспортной системы, интегрированной с метрополитеном.
При этом новая ветка могла служить в роли собственного транспортно-эвакуационного тоннеля не только для Кремля, но и для бункеров Министерства обороны под Первым домом Министерства обороны (комплекс зданий на Арбате) и Третьим домом Министерства обороны на Фрунзенской набережной.
Данные о завершении строительства центрального участка «Ветки» и его трассировке отсутствуют в рассекреченных документах, известно лишь что по состоянию на 1964 год, строительство «Ветки» считалось пусковым.
После передачи воздухоподающего тоннеля от Матвеевского ДВ на баланс КГБ (ныне — Служба специальных объектов ГУСП) его также было решено сделать частью строящейся «Ветки», для чего в тоннеле укладывался железнодорожный путь метрополитена и сооружались технические платформы и разворотная камера, а в месте примыкания к глубокому однопутному тоннелю сооружалась камера съездов со стрелочным переводом, как и в месте примыкания основного тоннеля «Ветки» к первоначальному однопутному тоннелю. Таким образом создавался полноценный эвакуационный маршрут от комплекса 103 и объектов Министерства обороны в центре города до Матвеевского воздухозабора и объекта 54, а часть однопутного тоннеля со стороны станции Спортивная превращалась в служебную соединительную ветвь между Сокольнической линией и новой спецветкой. При этом в верхней части однопутного тоннеля у станции «Спортивная» устанавливались гермоворота с бетонным блоком для возможности перекрытия въезда из гражданского метрополитена в участок спецметро, перешедший на баланс КГБ и требовавший дополнительного режима секретности, а под ним сооружалась обводная камера, вероятно предназначенная для сохранения подачи воздуха в гражданский метрополитен на случай перекрытия основного тоннеля. Строительство «Ветки» ориентировочно было завершено в 1973 году, так как в этот период в систему начал поступать подвижной состав.

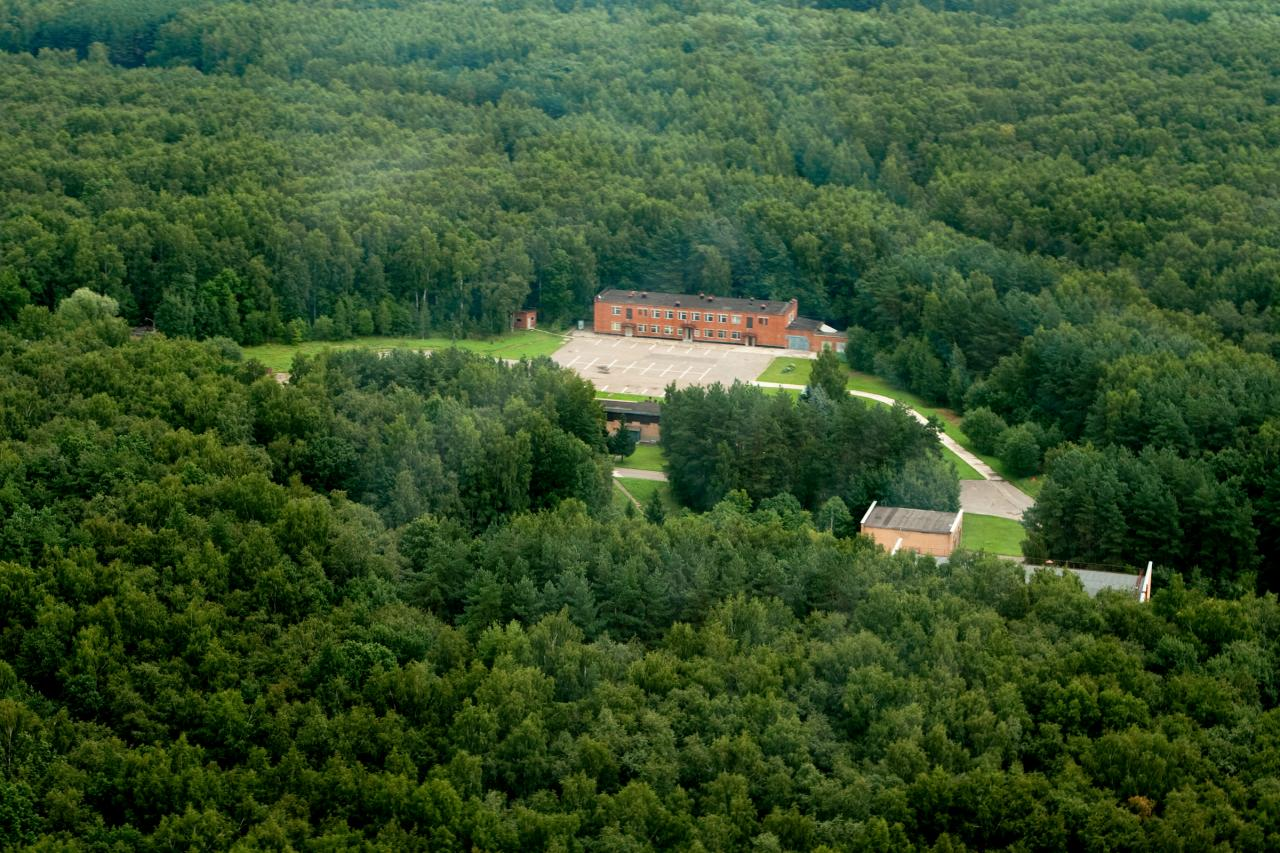
Лаборатория измерений и испытаний Московского метрополитена в Тропарёвском лесопарке

В середине 1980-х годов система «Ветки» была расширена, о чём свидетельствует закупка дополнительного подвижного состава. Точные сведения о трассировке новых тоннелей и примыкающих к ним объектах за этот период отсутствуют в рассекреченных документах, однако известно о постройке ещё одного ответвления до объекта в Тропарёвском лесопарке, который находился в ведении КГБ и при этом именовался как «Лаборатория измерений и испытаний Московского метрополитена», располагаясь вдали от действующих линий гражданского метро. Возможно, строительство этого объекта, расположенного в лесопарковой зоне, являлось реализацией проекта сверхдальних воздухозаборов, которые должны были располагаться в 20—30 км от центра города и строиться после реализации первого этапа проекта ДВ.

#### Соединение «Ветки» с обычным метро

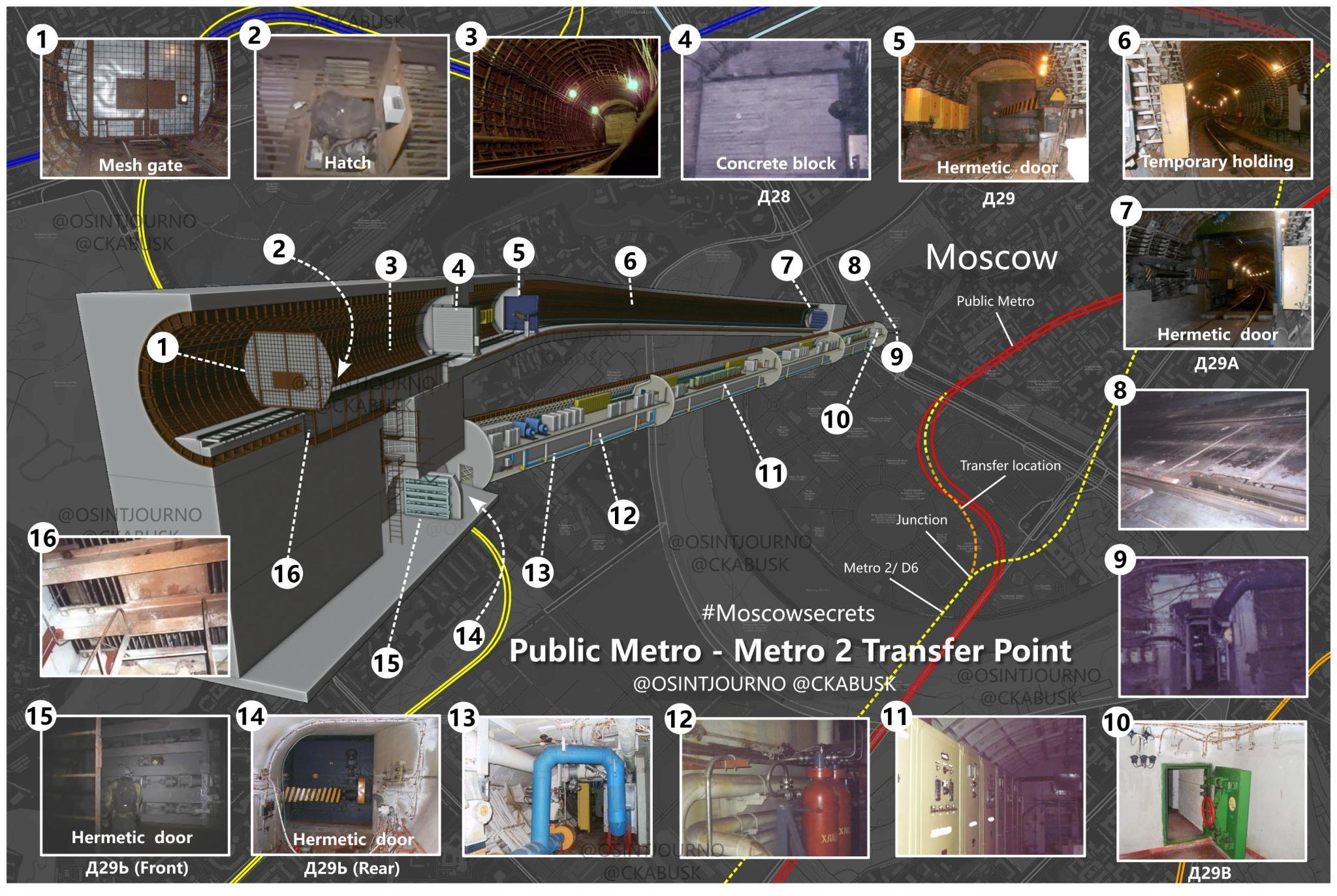
Примерная схема участка однопутного тоннеля, отделяющего гражданское метро от метро-2

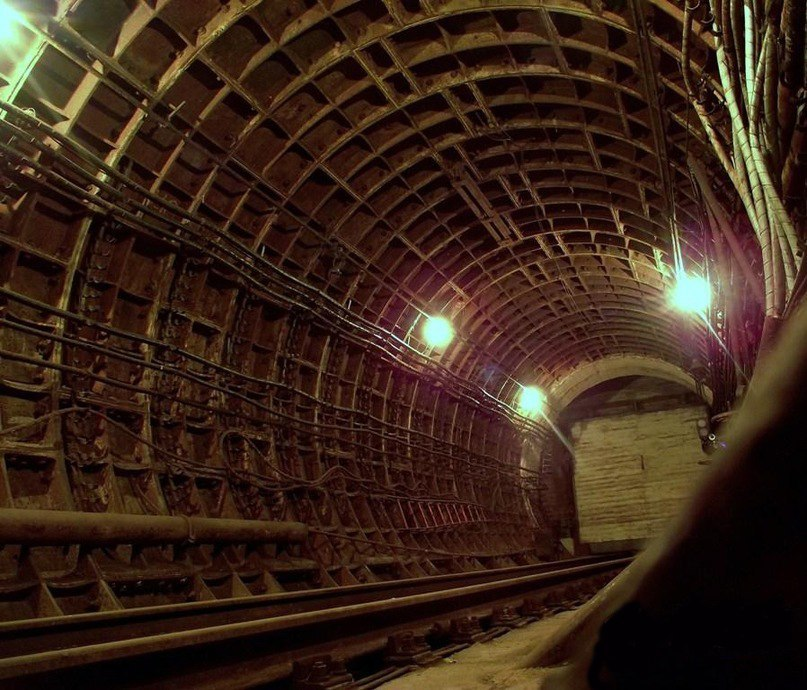
Участок тоннеля между решётчатыми воротами и гермоворотами в однопутном соединительном тоннеле, отделяющими гражданское метро от метро-2

Для передачи подвижного состава между гражданским метро и системой «Ветки» (Д-6) используется однопутная служебная соединительная ветвь (ССВ), начинающаяся как ответвление от южного направления Сокольнической линии после станции «Спортивная». При движении по первому главному пути станции в южном направлении сначала идёт пошёрстный съезд между двумя путями Сокольнической линии, а затем влево от основного тоннеля ответвляется данная ССВ, которая на технико-распорядительном акте именуется как «Соединительная ветка № 1», являющаяся также третьим станционным путём. Изначально данная ССВ была построена как самостоятельный глубокий однопутный тоннель к подземному спецобъекту № 54 (бункер НИБО «Наука») возле станции метро Университет для сохранения связи с центром в случае нанесения по Москве ядерного удара и разрушения Лужнецкого метромоста, по которому проходит основная линия. В данной ССВ имеются стальные решётчатые ворота, прикрытые стеклотканью, перед которыми контактный рельс обрывается за 20 метров. Затем идёт короткий участок тоннеля, где пространство между рельсами занимает арматурная сетка с двумя люками, после которых расположены гермоворота, которые отделяют территорию гражданского метро и Метро-2. Участок на территории обычного метро может использоваться как оборотный тупик.
Портал «Популярная механика»:

Говорят, что переходы к секретным линиям существуют едва ли не на всех центральных станциях обычного метро, но это явно не так. Действительно, большинство из этих станций строились и с учётом того, чтобы служить бомбоубежищами — на многих из них можно увидеть большие стальные, всегда раскрытые створы, которые установлены как раз на тот случай. Однако многочисленные двери и переходы, ведущие к секретным линиям, нивелировали бы саму идею секретности. Судя по всему, «точек соприкосновения» «Метро-2» и обычного метро не слишком много.

### Строящаяся система объектов компании «Трансинжстрой»

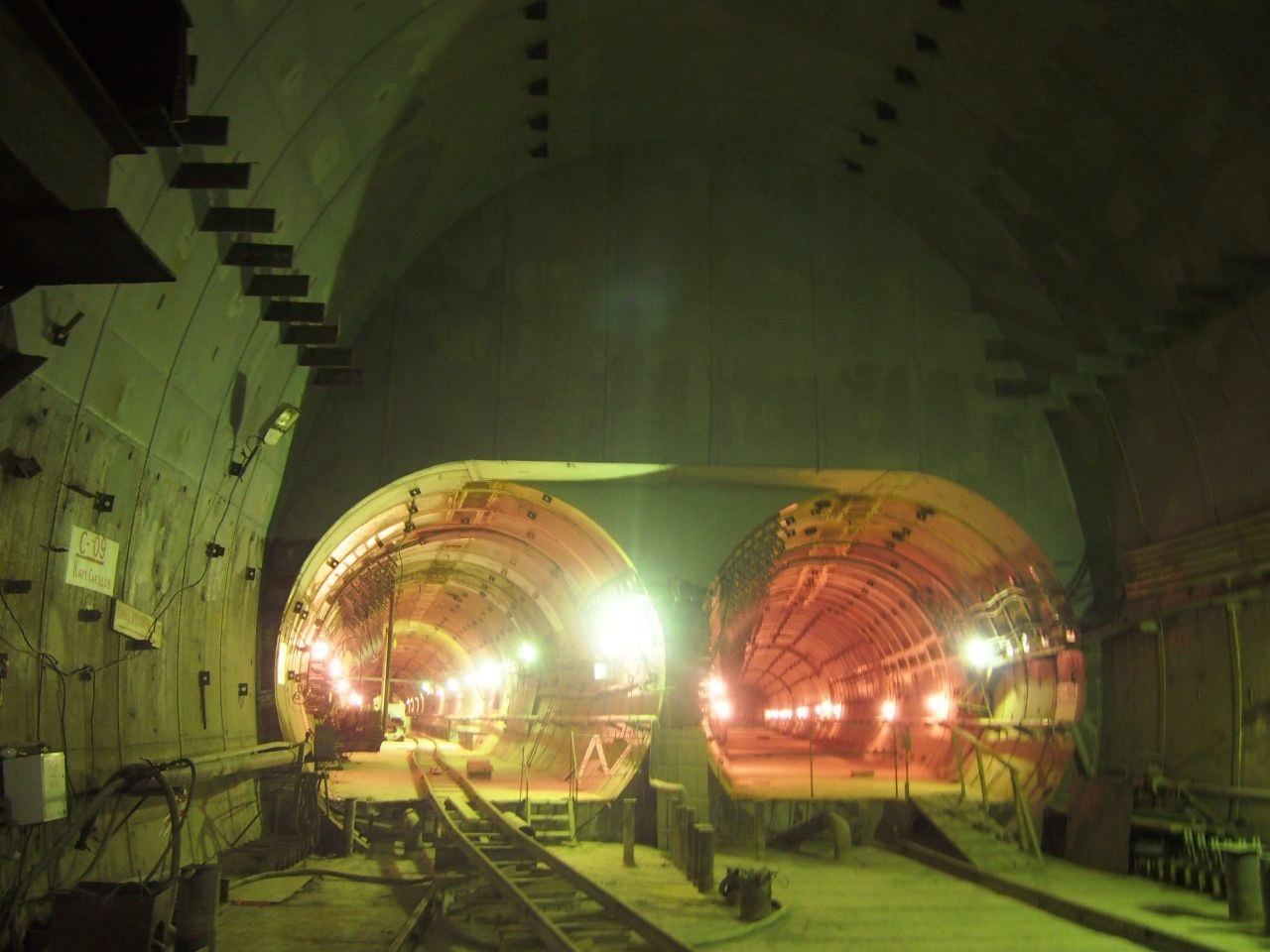
Строящаяся камера съездов в системе «Трансинжстрой»

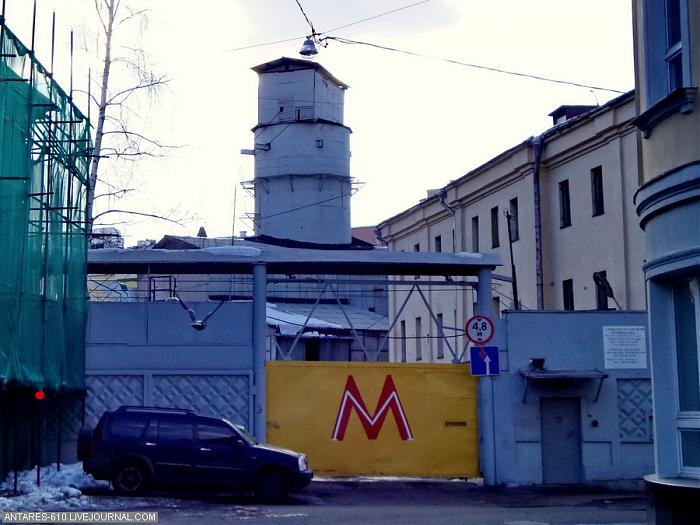
Строительная площадка шахты 732 в Кривоколенном переулке

Помимо частично рассекреченных систем, в Москве существует более новая сеть объектов, возводимая компанией «Трансинжстрой», сведения о которой ограничены. Одно из первых упоминаний о них в СМИ датируется 2002 годом.
Из открытых источников достоверно известно расположение строительных площадок системы, фигурирующих как объекты метростроения «Трансинжстрой», но не связанных со строительством гражданского метрополитена. Большая их часть расположена в центральной части города в районе Лубянки, Китай-Города, Ивановской горки и Замоскворечья, однако несколько стройплощадок находятся на значительном удалении от центра в южном направлении (в Кожухово и Обручевском районе):
- Шахта № 732 СМУ-161, Кривоколенный переулок
- Шахты № 731 и 731-бис СМУ-155 и 158, Б. Спасоглинищевский переулок, 12
- Шахта № 830 СМУ-161, между Подколокольным и Петропавловским пер.
- Шахта № 633 СМУ-154, 2-й Кадашёвский переулок
- Шахта № 631, Мал. Толмачевский переулок, 5-7 (ликвидирована)
- Скрытая шахта, ул. Мал. Ордынка, 23
- Шахта № 990 СМУ-154, Мароновский переулок, 3
- Шахта № 490 СМУ-162, ул. Б. Серпуховская, вл. 26
- Шахта № 760 СМУ-154, Канатчиково
- Шахта СМУ-162, улица Обручева, 25А
- Шахта Р-6 СМУ-161, Раменки

В 2016 году широкую огласку получило так называемое «дело диггеров», непосредственно связанное с объектами системы. В 2014 году фигуранты уголовного дела неоднократно проникали в подземные сооружения «Трансинжстроя». Её стройплощадки обычно обозначаются как объекты строительства гражданского метрополитена, а фигуранты дела формально не являлись носителями гостайны и не имели представления о секретном статусе объекта, что и создало прецедент.
В строительстве объектов компании применяются оригинальные технологии, впоследствии нашедшие применение в гражданском метростроении — например, обделка из монолитного бетона, нагнетаемая за несъёмную металлическую опалубку (так называемые армометаллоблоки). Первым объектом гражданского метрополитена, где применялась данная технология, стала станция «Парк Победы».

## Подвижной состав

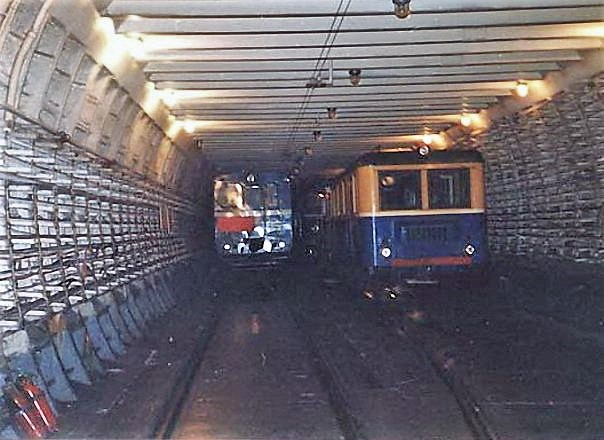
Дизель-поезд ДПС-01 и автомотриса АС1А в тоннеле Московского метрополитена (линия Д-6)

В системе Ветки (Д-6) из-за отсутствия третьего рельса использовался специальный дизельный и контактно-аккумуляторный подвижной состав. Весь подвижной состав системы находится на балансе войсковой части 95006 (Служба специальных объектов Главного управления специальных программ Президента Российской Федерации), которая расположена в районе Раменки по адресу Мосфильмовская ул., 80, недалеко от платформы Матвеевская и дальнего воздухозабора ДВ-1, где заканчивается одно из ответвлений системы. По заказу этой войсковой части московский метрополитен и Метровагонмаш осуществляют техническое обслуживание и ремонт подвижного состава Ветки, для чего он временно передаётся в депо обычного метрополитена по соединительному однопутному тоннелю. Также по заказу этой воинской части Учебно-производственный центр Московского метрополитена осуществляет подготовку машинистов поездов метро: например, в 2007 он обучил для ГУСП по данной специальности 7 человек, а в 2008 — ещё 6 человек.
Известно,[кому?] что в системе Ветки Д-6 эксплуатируется или ранее эксплуатировался следующий подвижной состав:
- АС1А — небольшие автомотрисы с бензиновым двигателем, которые в основном используются на обычных железных дорогах для перевозки рабочих-железнодорожников. Известно, что на спецветке эксплуатировались не менее двух таких вагонов с номерами 1198 и 1401, которые были произведены Великолукским заводом в 1971 и 1972 годах соответственно, но в настоящее время они выведены из эксплуатации и переданы в электродепо Лихоборы, где находятся на консервации[47][52][53].
- Еж6 (модель 81-712) — модификация типовых пассажирских электровагонов метрополитена Еж3 (модель 81-710) производства завода Метровагонмаш, адаптированная по своим электрическим схемам для эксплуатации совместно с контактно-аккумуляторными электровозами типа Л. Каждый поезд Ветки формировался из двух вагонов Еж6 по концам и одного-двух электровозов Л в середине поезда. Всего было построено 10 вагонов — 6 в 1973 году и 4 в 1986 году. По состоянию на конец 2010-х годов в системе Ветки осталось два модифицированных вагона Еж6М, работающих с тепловозом ЛМ, остальные были списаны или переданы для работы с вагонами Еж3 в обычных поездах метро[54][55].
- Л (модель 81-711) — контактно-аккумуляторный электровоз, предназначенный для совместной эксплуатации с вагонами Еж6 в составе служебных поездов на неэлектрифицированных участках метрополитена и также созданный на базе Еж3. Имеет две кабины управления и аккумуляторный отсек без дверей и крыши вместо пассажирского салона между ними. Всего было построено 6 электровозов — 3 в 1974 году и 3 в 1986 году. По состоянию на начало 2000-х годов один электровоз был переоборудован в тепловоз и остался в эксплуатации под обозначением типа ЛМ, остальные были списаны и переданы в обычный метрополитен не позднее 2009 года и утилизированы[37][56]. В 2007 году электродепо «Планерное» выполнило текущий ремонт вагонов Еж6М и ЛМ[49]. В 2009 году то же депо выполнило текущий ремонт трёх изделий № 117[57].
- ДПС — специальный четырёхвагонный дизель-поезд с гидропередачей для служебных перевозок в метрополитене. Единственный поезд этого типа был построен в 1995 году на Людиновском заводе и впоследствии модернизирован на заводе Метровагонмаша перед отправкой в московский метрополитен. Вскоре после поступления в метро поезд прибыл для обслуживания Ветки Д-6, однако его текущая судьба неизвестна[24][58][59].
- РА1 730.15 — дизельная пассажирская автомотриса с гидропередачей, предназначенная для служебных перевозок в метрополитене. Представляет собой модифицированный вариант автомотрисы РА1-0001 модели 730 для обычных железных дорог, которая, в свою очередь, создана на базе пассажирского вагона метро 81-720 «Яуза». Разработка и производство велось для замены контактно-аккумуляторных поездов по заказу ГУСП с 2003 года[24]. Точное количество вагонов неизвестно, но по ряду сведений выпущено не менее 7 машин. Также известно, что в конце 2000-х годов по заказу в/ч 95006 эти вагоны проходили текущий ремонт[60][61][62][63].
- 81-730.05 — грузопассажирская автомотриса с гидропередачей, которая имеет как пассажирский салон с двумя кабинами управления по концам и боковыми автоматическими дверями, так и открытую плоскую платформу для грузов с погрузочным краном. Построены на заводе Метровагонмаш в 2008 году в количестве двух единиц. Также известно, что в конце 2010 года по заказу в/ч 95006 эти автомотрисы проходили текущий ремонт наряду с РА1[63][64].
- Автомотриса «Ока» (точное обозначение модели неизвестно) — дизельная пассажирская автомотриса, созданная на базе пассажирского электровагона метро 81-760 «Ока». Как и вагоны 730.15, она предназначена для перевозки работников метрополитена и других специальных лиц и имеет только одну пару автоматических дверей по центру вместо четырёх пар дверей у стандартных электровагонов «Ока», и две кабины управления по концам. Известно, что как минимум одна автомотриса этой модели была выпущена заводом Метровагонмаш в 2016 году[65].
- Для перевозки хозяйственных грузов используются прицепные платформы УП-2 и мотовозы МК 2/15, применяемые также в обычном метро.

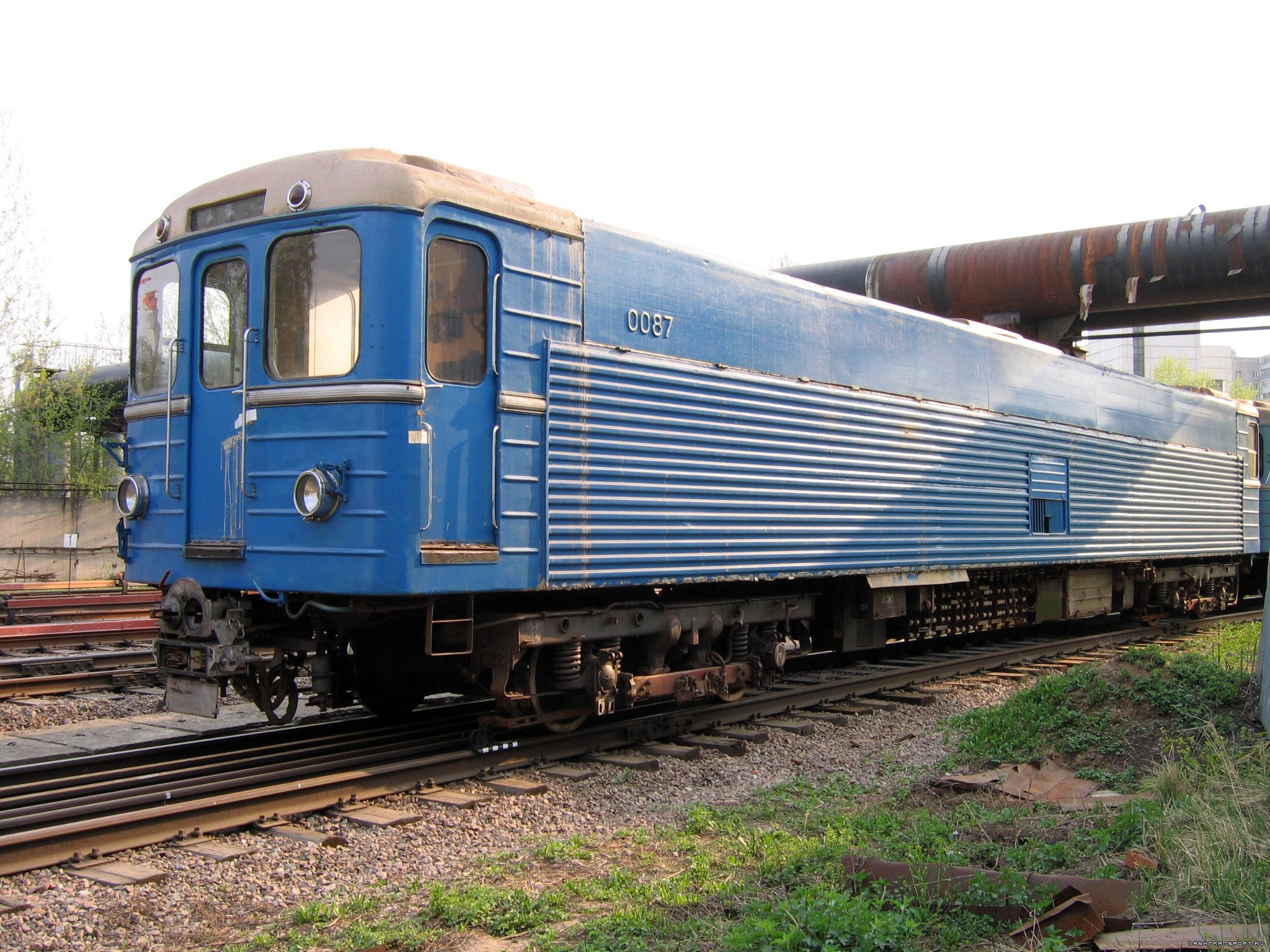
Контактно-аккумуляторный электровоз Л-0087 в электродепо Новогиреево
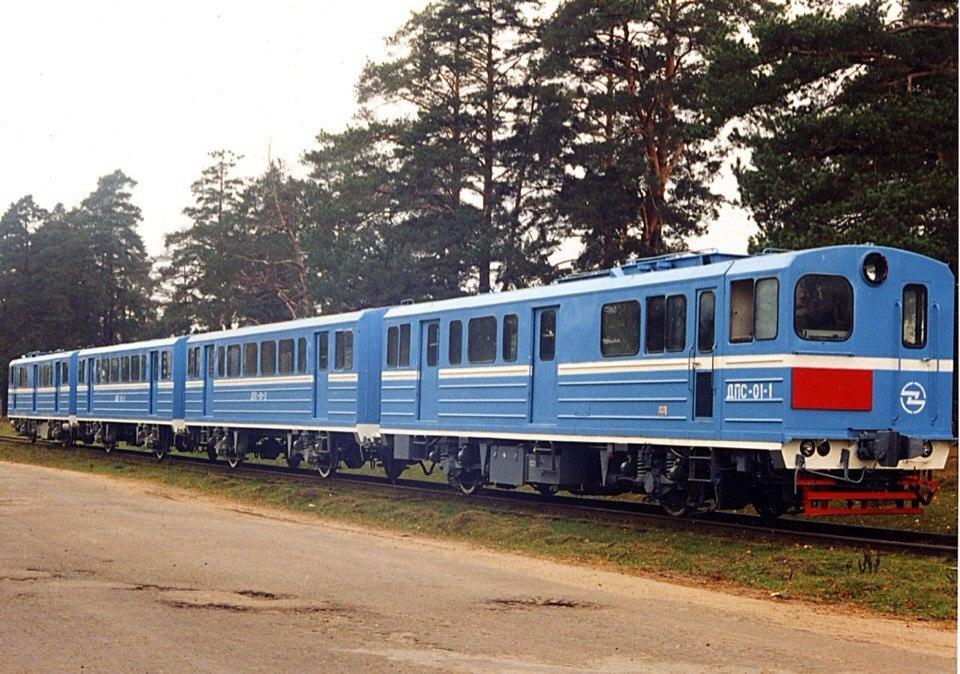
Дизель-поезд ДПС-01 на обкатном кольце Людиновского завода
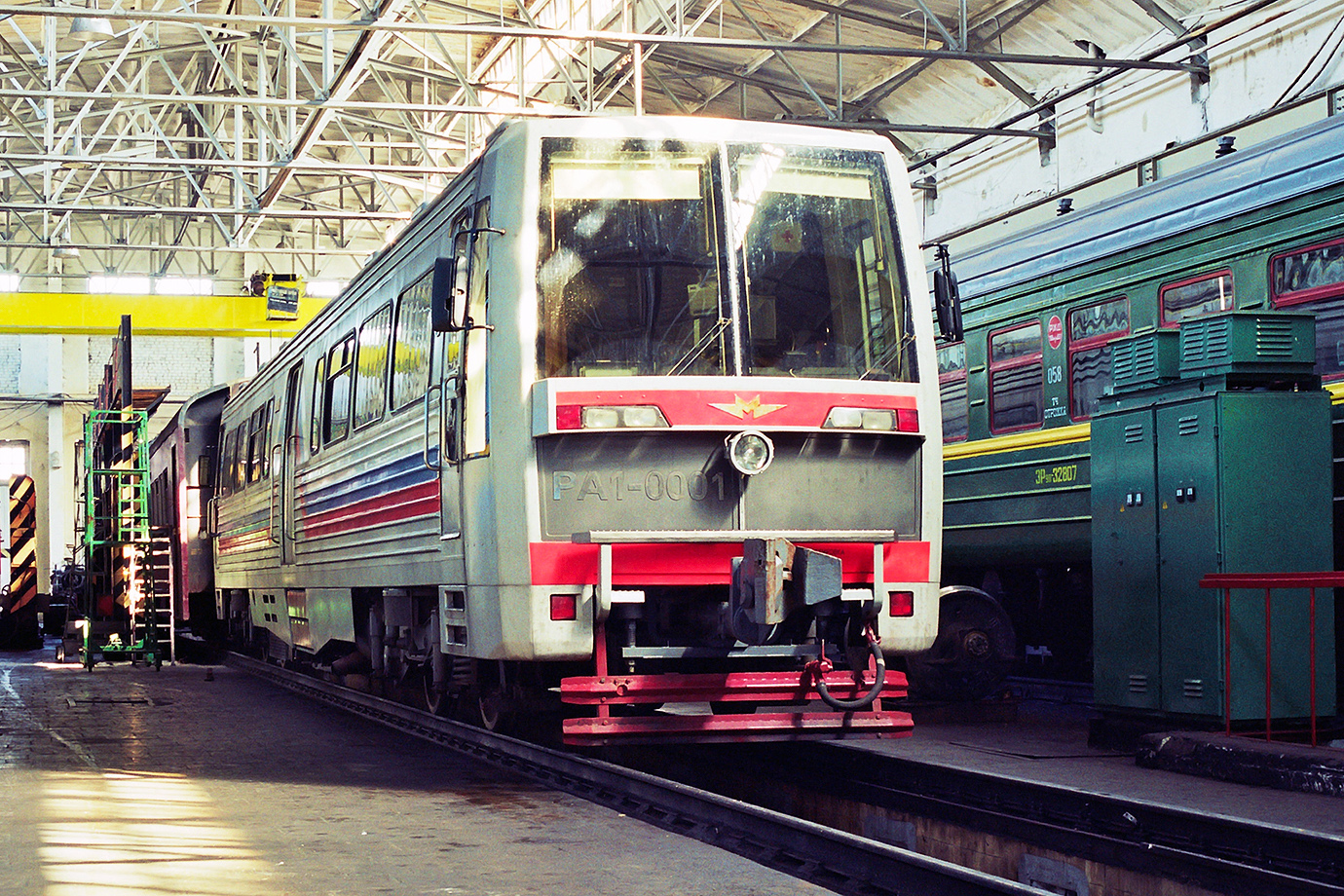
Рельсовый автобус РА1-0001 модели 730, конструктивно близкий используемым 730.15
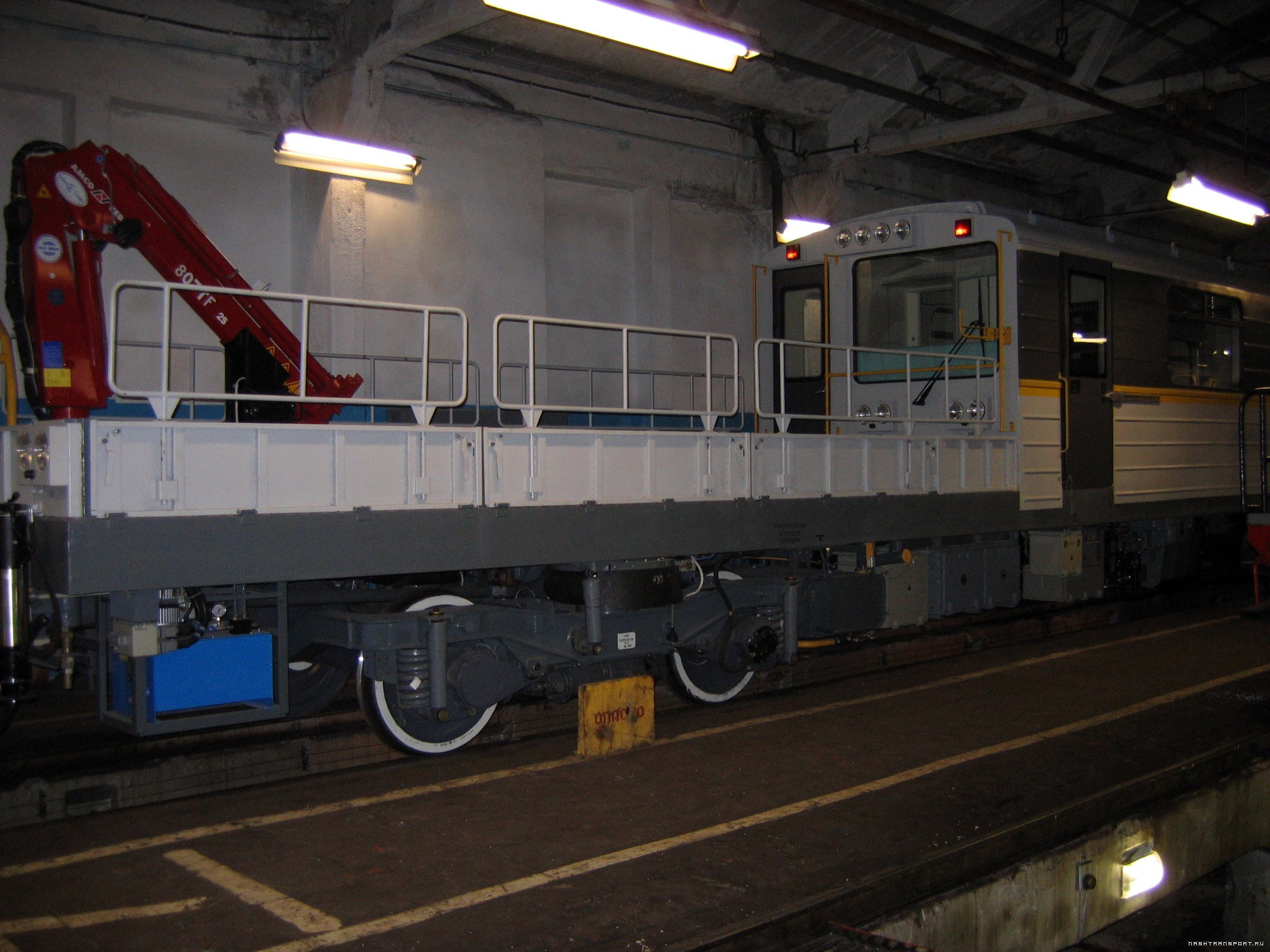
Автомотриса 81-730.05 в электродепо Сокол
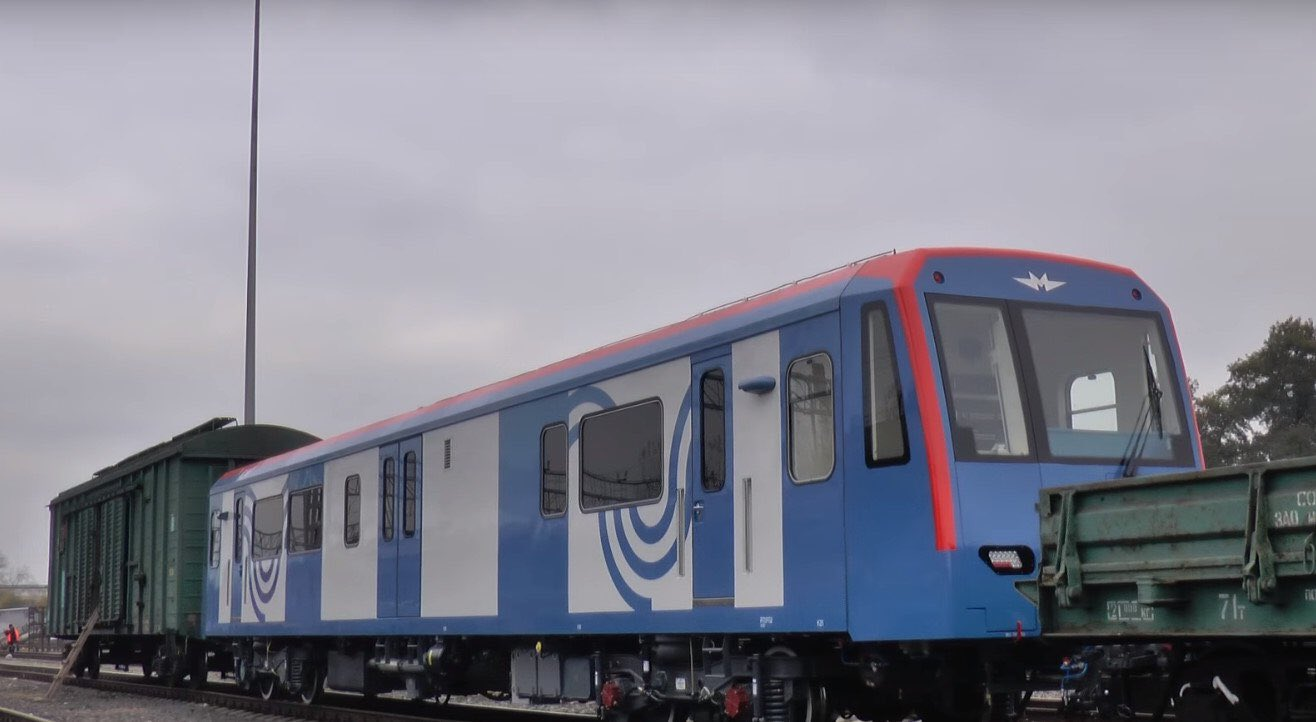
Автомотриса на базе вагона 81-760 на станции Угрешская

## В культуре

### Художественная литература
В рассказе «Тёмное прошлое человека будущего» Евгения Чижова, опубликованном в журнале «Октябрь» в 2000 году, действие которого происходит в сентябре 1993 года, повествование идёт от лица человека, случайно попавшего на секретную линию московского метро.
В романе Александра Иличевского «Матисс» действие которого происходит в начале 1990-х годов, главный герой исследует «Метро-2»:
Королёв находил интересным исследовать недостроенные или заброшенные по разным причинам станции секретного метро. Они нравились ему своей грандиозной мрачностью, были словно бы несвершившиеся большие сущности, этакие нерождённые мастодонты общественного достояния. Одна из этих станций строилась как узловая. Называлась она «Советская» и находилась в месте пересечения с легальной веткой
Метро-2 или Д6 упоминается в следующих произведениях:
- Ольги Чередниченко «Метро-2010» и «Москва Сталкеров»;
- Владимира Гоника «Преисподняя»;
- «Вселенная Метро 2033» (проект Дмитрия Глуховского);
- Виктора Суворова «Контроль», «Выбор»;
- Данила Корецкого «Рок-н-ролл под Кремлём», «Поймать шпиона», «Спасти шпиона», «Пешка в большой игре»;
- Максима Рублева «Не прислоняться»;
- Матвея Гречко «Засекреченные линии метро Москвы в схемах, в легендах, в фактах».
- В романе Владимира Батшева «Убийство — правило игры» (1995)
- В сборнике «Специальная фортификация XX века: история и технологии. — Сборник материалов первой межрегиональной конференции» Под редакцией Д. Е. Юркова (2022).
- В книге Светланы Аллилуевой «20 писем к другу».

### В кинематографе
- В телесериале «Александр Македонский. Киллер мафии» (2008) московские криминальные авторитеты заняты поисками Метро-2. Каждый из них намерен использовать этот объект, открыв там подземный город развлечений.
- В кинофильме «Метро» (2013) в Метро-2 попадают главные герои.
- В телесериале «Рок-н-ролл под Кремлём» (2013) Метро-2 исследует один из главных героев, диггер Алексей Синцов («Леший»). Впоследствии, в конце последней серии он возглавляет охрану Метро-2.
- В кинофильме «Диггеры» (2016) упоминается Метро-2, а также показываются различные объекты, имеющие к нему отношение. В частности, сеть радиационных лабораторий.

### В играх
- Метро-2 присутствует в играх компании 4A Games Metro 2033, Metro Last Light; в последней одной из игровых локаций является бункер Д-6.

## Аналоги в других странах
- Под Пхеньяном, столицей КНДР, на глубине 300 метров проложена сеть секретных тоннелей, которая соединена с несколькими важными стратегическими объектами в различных регионах КНДР и может использоваться для эвакуации высокопоставленных чиновников в случае чрезвычайной ситуации[68].
- В Вашингтоне существует система правительственного метро из 3 линий, соединяющая объекты Капитолия. Система не засекречена, и посетителям разрешается ею пользоваться при сопровождении одним из служащих[69].

## Документальные фильмы
- В фильме «Секретное метро» (Россия, 2004; режиссёр Александр Громов; телеэфир на канале РЕН ТВ 10 февраля 2004 года) Метро-2 посвящены первые несколько минут.

### Публикации
- Диггерство (Москва). Сайт диггеров МГУ. Дата обращения: 8 марта 2010. Архивировано 18 мая 2012 года.
- Андрей Солдатов (27 мая 2002). Маскировка. Версия. Архивировано 20 декабря 2010. Дата обращения: 3 октября 2010.
- Денис Баранец. Метро Специального назначения «Советская Белоруссия» 12.01.96.
- Секретное метро. Спецлинии и сегодня продолжают строить. Аргументы и факты, 15 окт. 2008
- Military forces in transition. Washington, D.C.: Department of Defence. 1991. ISSN: 1062—6557. ISBN 0-16-035973-2 (англ.)

### Сайты по теме
- Метро-2 на сайте Артемия Лебедева.
- Секретное метро на сайте metro.molot.ru.
- Официальный сайт Метро-2 (шуточный, открыт к 1 апреля 2008 года)
- Статья о Метро-2 в Одессе.